# Oficina centralizadora
Una oficina centralizadora, en Francia, se establece cuando los votantes de una misma circunscripción electoral se dividen en varias mesas electorales.
Desde la implementación de la reforma cantonal de 2014 en marzo de 2015, el término ha reemplazado al de "capital del cantón".

## Historia
La oficina centralizadora está definido por el artículo R.69 del código electoral que fue aplicado en la elección presidencial por el artículo 22 del decreto 2001-213 del 8 de marzo de 2001 modificado. Una nueva versión de este artículo fue redactada en 2013 a raíz del decreto n° 2013-938 de 18 de octubre de 2013 en aplicación de la ley n° 2013-403 de 17 de mayo de 2013 relativa a la elección de los consejeros departamentales, concejales y consejeros comunales, y modificando el calendario electoral. Se aplica a las elecciones organizadas en marzo de 2015 con motivo de la renovación general de los consejos departamentales, incluidas las operaciones preparatorias de esta elección.

## Procedimientos
El cómputo de los votos se hace primero por colegio electoral y se levanta el acta de conformidad con lo dispuesto en el artículo R. 67 del código electoral. El presidente y los miembros de cada oficina entregan luego las dos copias del acta y los anexos a la oficina centralizadora encargada de realizar el cómputo general de los votos en presencia de los presidentes de las demás oficinas.
Los resultados decididos por cada despacho y los documentos anexos no podrán en ningún caso ser modificados. Se redacta un informe resumido por duplicado en presencia de los votantes. Lo firman los miembros de la oficina centralizadora, los delegados de los candidatos o listas debidamente autorizados a ella, y los presidentes de las demás oficinas.
El resultado es luego proclamado públicamente por el presidente de la oficina centralizadora e inmediatamente publicado por el alcalde.